# اتحادیه فوتبال زیمبابوه
اتحادیه فوتبال زیمبابوه (انگلیسی: Zimbabwe Football Association) نهاد اداره‌کننده مسابقات فوتبال و فوتسال در کشور زیمبابوه است.
این سازمان که در سال ۱۹۶۵ تأسیس شده عضو کنفدراسیون فوتبال آفریقا و فیفا نیز می‌باشد و مقر آن در شهر هراره است.